# وسیچ اچ زورک
 وسیچ اچ زورک ((به لهستانی: Wojciech H. Zurek)؛ زاده ۱۹۵۱) یک فیزیک‌دان اهل لهستان است.